# Can Fora Vila
Can Fora Vila és una masia de Sant Feliu de Buixalleu (Selva) inclosa a l'Inventari del Patrimoni Arquitectònic de Catalunya.

## Descripció
Edifici aïllat, situat en un terreny alçat, protegit per una paret coronada per una balaustrada en pedra, orientat al sud-oest, situat al nucli de Sant Feliu de Buixalleu, molt pròxim a l'ermita de Sant Romà.
L'edifici principal, consta de planta baixa i dos pisos. A la planta baixa, hi ha la porta d'entrada sobre la qual hi ha una balcó-terrassa, amb balaustrada feta de maó i pedra, que fa de porxo, i que es troba sostingut per dues columnes llises. A banda i banda de la porta, dues finestres en arc de llinda, protegides per reixes de ferro forjat semicircular, amb ampit a la finestra i coronament de la reixa, amb un semi-con. Sobre els semi-cons que coronen les reixes, hi ha dues xifres: a l'esquerra 18 i a la dreta 87, que proposen la data 1887 com a data de construcció de l'edifici, i que es repeteix en el porxo, amb la data 1887, i la inscipció "J. Pol 1926".
Al primer i segon pis, hi ha tres obertures en arc de llinda.
La façana està arrebossada i pintada de color blanc.
Al jardí, hi ha una petita construcció d'un colomar cobert amb teules àrabs vidriades de diversos colors, al que s'hi accedeix per una escala amb decoracions d'estil modernista, que ha perdut la barana.
Al costat esquerre, hi ha un edifici que hauria estat la masoveria. Consta de planta baixa i pis, i està cobert per un teulat amb teula àrab, que com a mínim el 1948 estaria construïda, com indica la data del rellotge de sol oval.

## Història
Hi ha tres inscripcions que daten la construcció de l'edifici: 1887, 1926, 1948. Potser el més interessant és contextualitzar l'element arquitectònic dins una influència modernista, donat l'esperit col·lectiu en què va arribar a Catalunya aquest moviment. S'observa una tendència orientalitzant en les rajoles que decoren l'edifici, les quals donen un aspecte al conjunt d'arquitectura policroma.
La casa, doncs, si bé és moderna mostra una ornamentació àrab i un perfil modernista que la fan peculiar i personal dins el contexte rural en què es troba.